# Glyphidops bullatus
Glyphidops bullatus är en tvåvingeart som först beskrevs av Günther Enderlein 1922.  Glyphidops bullatus ingår i släktet Glyphidops och familjen Neriidae. Inga underarter finns listade i Catalogue of Life.